# ALWAYS II
『ALWAYS II』（オールウェイズ・ツー）は1996年7月24日に発売された、山根康広8枚目のシングル。発売元は日本クラウン。

## 概要
表題曲は「Everyone」のC/W曲である「ALWAYS〜いつまでも変わらない〜」の続編にあたる楽曲。
前作から約3か月でのインターバルで発売され、オリコンチャートは最高位30位、4週連続チャートインとなった。
次作からは東芝EMIからのリリースとなる。

## 収録曲
全曲共通　作詞・作曲・編曲：山根康広　
1. ALWAYS II
2. REACH FOR THE STAR
3. ALWAYS II（オリジナル・カラオケ）
4. REACH FOR THE STAR（オリジナル・カラオケ）